# Ивановский сосновый бор
Ивановский сосновый бор (тат. Ивановский наратлыгы) — государственный природный заказник регионального значения комплексного профиля, расположенный в Алексеевском районе Республики Татарстан на острове у левого берега Куйбышевского водохранилища на реке Каме, к северо-западу от посёлка Ивановский.

## История
Заказник «Ивановский сосновый бор» был образован в соответствии с постановлением Совета министров Татарской АССР от 23 июля 1991 года N 313. В постановлении отмечены уникальная красота соснового бора острова, а также места гнездования птиц, занесённых в Красную книгу Республики Татарстан.

## Описание
Заказник расположен на острове, представляющем собой гриву надпойменной террасы реки Камы и отделённым от берега протокой. Ландшафт в большей своей части дюнный. Остров изрезан многочисленными заливами и протоками; имеется несколько внутренних пойменных озёр.
Основной лесообразующей породой является сосна, занимающей около 60 % территории. Некоторые участки образованы мелколиственными породами, преимущественно берёзой и липой. В северо-западных и юго-восточных частях острова распространены березняки. Под пологом леса и на открытых участках произрастает более 200 видов высших растений. Заливы и протоки острова зарастают макрофитами. 
На территории заказника зафиксировано около 70 видов птиц, среди которых 16 занесено в Красную книгу Республики Татарстан: большая выпь, лебедь-шипун, большой подорлик, орлан-белохвост, камышница, кулик-сорока, малая чайка, болотная сова, козодой, сизоворонка, зимородок, серый сорокопут и др.
Из 26 зарегистрированных видов млекопитающих, четыре вида — обыкновенная кутора, ночница прудовая, ночница водяная и горностай — также включены в Красную книгу региона.